# Neven Mimica
Neven Mimica (Split, 12 oktober 1953) is een Kroatisch politicus en diplomaat. Tussen 1 juli 2013 en 30 november 2019 was hij Europees commissaris namens Kroatië.

## Biografie

### Studie en Kroatische politiek
Mimica studeerde economie aan de Universiteit van Zagreb, waar hij in 1976 afstudeerde. Tussen 1979 en 1997 heeft hij verschillende overheidsfuncties met betrekking tot buitenlandse betrekkingen bekleed, waaronder die van adviseur van de Kroatische ambassades in Caïro en Ankara. In 1997 werd hij benoemd tot assistent van de Kroatische minister van Economie en diende als hoofdonderhandelaar van Kroatië tijdens de toetreding van het land tot de Wereldhandelsorganisatie en de associatieovereenkomst met de Europese Unie. Tussen september 2001 en december 2003 was hij minister van Europese Integratie in het kabinet van Ivica Račan.
In 2003, en opnieuw in 2007, werd Mimica verkozen tot lid van het parlement van Kroatië namens de Sociaaldemocratische Partij van Kroatië. Sinds 2008 is hij plaatsvervangend voorzitter van het parlement en voorzitter van de parlementaire commissie voor Europese integratie.
Mimica was vanaf 23 december 2011 vicepremier en minister van Binnenlandse, Buitenlandse en Europese Zaken in het kabinet van Zoran Milanović. Op 25 april 2013 werd Mimica, in verband met de toetreding van Kroatië tot de Europese Unie op 1 juli 2013, door José Manuel Barroso voorgedragen voor de positie van Europees commissaris voor Consumentenbescherming.

### Europese politiek
Op 12 juni 2013 stemde het Europees Parlement in plenaire zitting over het voorstel tot benoeming van Mimica tot lid van de Europese Commissie. Van de 693 aanwezige leden stemden 565 voor, 64 tegen en 64 leden onthielden zich van stemming. Daarmee sprak een grote meerderheid van het parlement steun uit voor zijn benoeming. De Europese Raad stemde op de top van 27 en 28 juni in met zijn benoeming. Mimica volgde op 1 juli 2013 Tonio Borg op, die op zijn beurt op 28 november 2012 de portefeuille Consumentenbescherming overnam van John Dalli in verband met zijn ontslagname.
In de commissie-Juncker kreeg Mimica de portefeuille Internationale samenwerking en ontwikkeling.
- Parlement.com: vja7bf4bx5ng
- Virtual International Authority File: 1400147967346484200006

Joaquín Almunia · László Andor · Catherine Ashton · Michel Barnier · José Manuel Barroso · Tonio Borg (vanaf 28 november 2012) · Dacian Cioloş · John Dalli (tot 16 oktober 2012)  · María Damanáki · Jacek Dominik (sinds 16 juli 2014) · Štefan Füle · Karel De Gucht  · Máire Geoghegan-Quinn · Kristalina Georgieva · Johannes Hahn · Connie Hedegaard · Siim Kallas · Jyrki Katainen (sinds 16 juli 2014) · Neelie Kroes · Janusz Lewandowski (tot 1 juli 2014) · Cecilia Malmström · Neven Mimica · Ferdinando Nelli Feroci (sinds 16 juli 2014) · Günther Oettinger · Andris Piebalgs · Janez Potočnik · Viviane Reding (tot 1 juli 2014) · Olli Rehn (tot 1 juli 2014) · Martine Reicherts (sinds 16 juli 2014) · Maroš Šefčovič · Algirdas Šemeta · Antonio Tajani (tot 1 juli 2014) · Androulla Vassiliou
Vytenis Andriukaitis · Andrus Ansip (tot 2 juli 2019) · Dimitris Avramopoulos · Elżbieta Bieńkowska · Violeta Bulc · Miguel Arias Cañete  · Corina Crețu (tot 2 juli 2019) · Valdis Dombrovskis  · Marija Gabriel (vanaf 4 juli 2017) · Kristalina Georgieva (tot 1 januari 2017) · Johannes Hahn · Jonathan Hill (tot 15 juli 2016) · Phil Hogan  · Věra Jourová · Jean-Claude Juncker · Jyrki Katainen · Julian King (vanaf 19 september 2016) · Cecilia Malmström · Neven Mimica · Carlos Moedas · Federica Mogherini · Pierre Moscovici · Tibor Navracsics · Günther Oettinger · Maroš Šefčovič · Christos Stylianides · Marianne Thyssen · Frans Timmermans · Karmenu Vella · Margrethe Vestager